# ジィ・アーヴィ

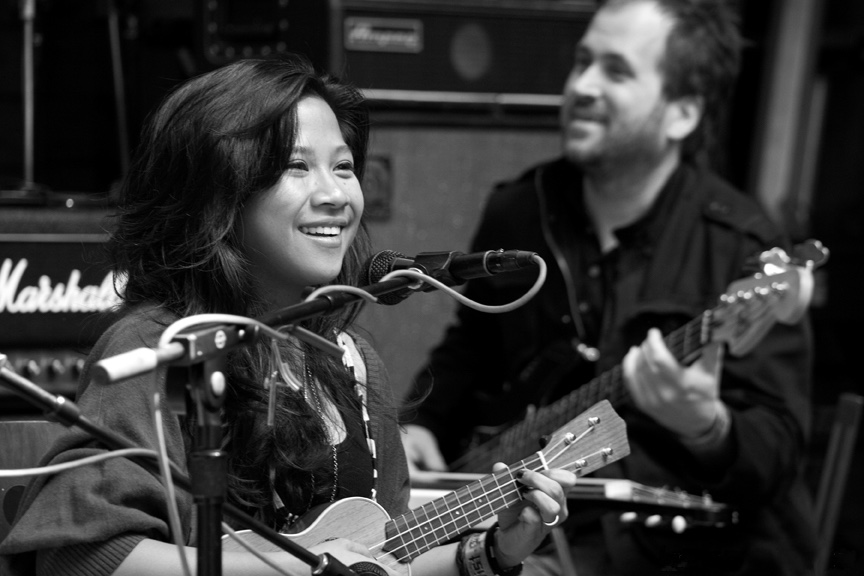
ウクレレを弾くジィ・アーヴィ（左・2009年）

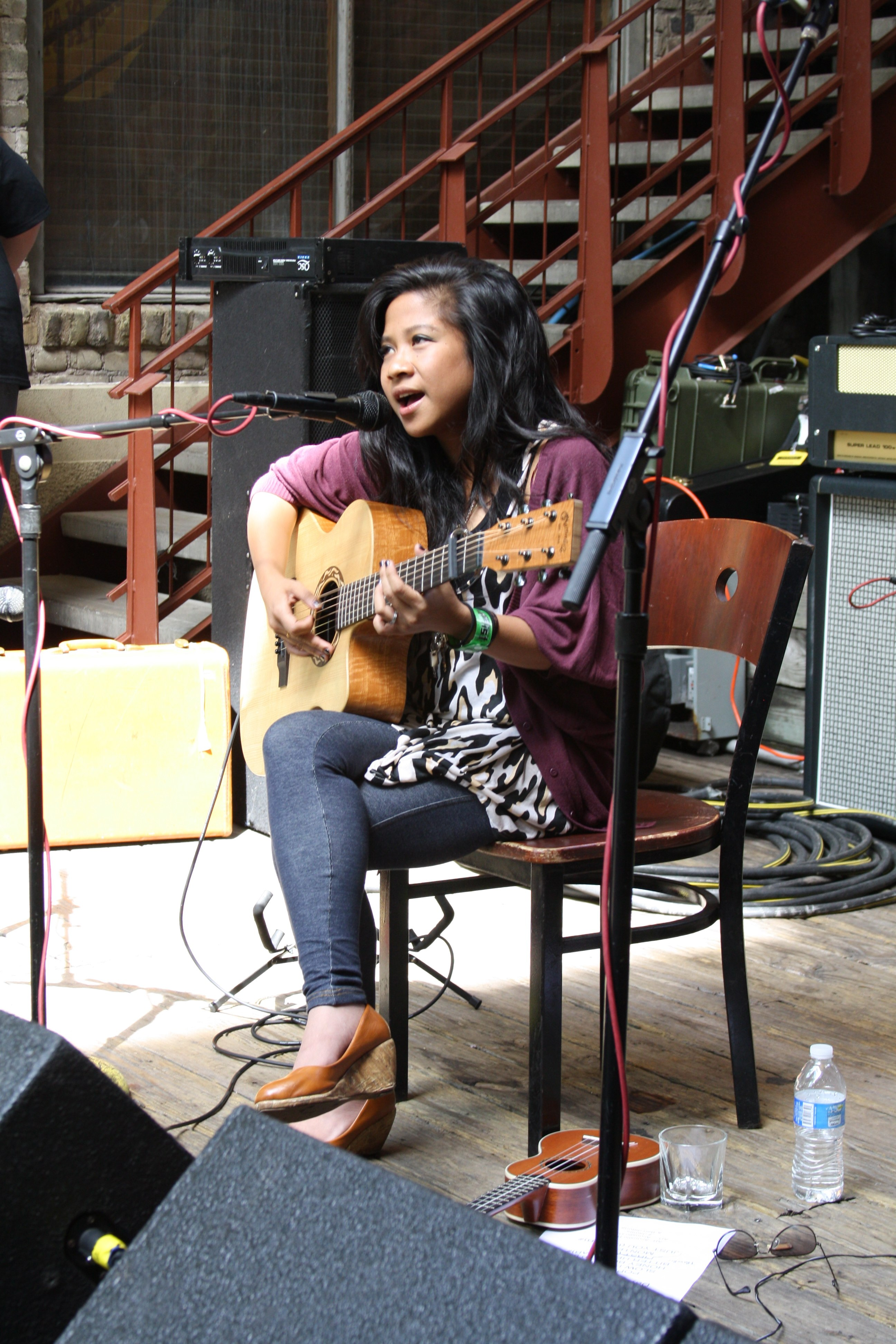
サウス・バイ・サウスウエストで演奏するジィ・アーヴィ（2009年）

ジィ・アーヴィ（Zee Avi、1985年12月15日 - ）は、マレーシアのシンガーソングライター、ウクレレ奏者。
サラワク州ミリ出身。

## ディスコグラフィ

### アルバム
- 『ジィ・アーヴィ』 - Zee Avi (2009年)
- Ghostbird (2011年)